# San Carlos Alzatate
San Carlos Alzatate est une ville du Guatemala dans le département de Jalapa.